# Myrmecopora (Lamproxenusa) rufescens
Myrmecopora (Lamproxenusa) rufescens is een keversoort uit de familie van de kortschildkevers (Staphylinidae). De wetenschappelijke naam van de soort werd voor het eerst geldig gepubliceerd in 1874 door David Sharp.